# Isla de Belkov
La isla de Belkov  (o isla Belkovski)  (en ruso: Бельковский остров, Belkovski óstrov) es una isla localizada en el ártico ruso, bañada por las aguas del mar de Láptev. La isla es la más occidental de las islas Anzhu, un subgrupo del archipiélago de las islas de Nueva Siberia.
Administrativamente, la isla, como el resto del archipiélago, pertenece a la República de Sajá (Yakutia) de la Federación de Rusia. 

## Geografía
La isla de Belkov es una isla de tipo medio, con 535 km², y de baja altitud (su punto más alto está a 127 m). 
El estrecho entre la isla de Belkovski y la isla vecina de Kotelny, con una anchura mínima de 21 km,  es conocido como estrecho del Zaryá, en memoria del barco de la expedición fatídica de Eduard Toll. Hay un pequeño islote frente a la costa meridional de Belkov llamado islote de Strizhov (Óstrov Strizhova). 

## Geología
La isla de Belkovski consiste en estratos fuertemente plegados del Devónico superior y Carbonífero Inferior. Las rocas del Devónico superior son carbonatos marinos arcillosos interestratificados con caliza, arenisca y conglomerado. Las rocas del Carbonífero Inferior están compuestas por siltstone, argilita, y areniscas, interestratificadas con breccia, piedra caliza, y, poco frecuente, lava riolitica.

## Fauna y flora
Existen grandes colonias de aves y también una colonia de morsas  en la isla. 
Rush/hierba, juncos y tundra de criptógamas cubren la isla de Belkov. Es una tundra en su mayoría de pastos de muy bajo crecimiento de juncos, musgos, líquenes y plantas hepáticas. Estas plantas, cubren, en su mayoría o en parte, completamente la superficie del suelo, generalmente húmedo, de grano fino y, a menudo, montículado («Hummocky»).

## Historia
La isla fue descubierta en 1808 por un comerciante ruso llamado Belkov, en reconocimiento al que lleva la isla su nombre.